# Sistema senario

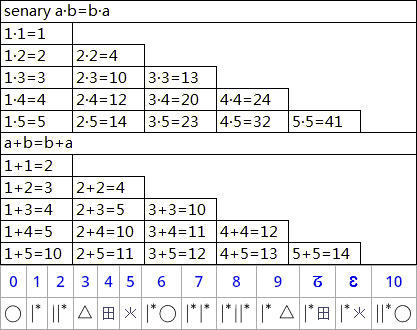
Tabla que ilustra el sistema senario.

En ciencias e informática, el sistema senario es un sistema de numeración en el que los números se representan utilizando las cifras desde 0 a 5 (0-5). Se puede utilizar como herramienta de comprobación, junto con el sistema octal y el sistema sexagesimal.

## Conversiones

### Decimal a senario
Se divide el número del sistema decimal entre 6, cuyo resultado entero se vuelve a dividir entre 6, y así sucesivamente hasta que el dividendo sea menor que el divisor, 6. Es decir, cuando el número a dividir sea 0 finaliza la división.
A continuación se ordenan los restos empezando desde el último al primero, simplemente se colocan en orden inverso a como aparecen en la división, se les da la vuelta. Este será el número senario que buscamos.

### Senario a binario
Se divide el número del sistema senal entre 2, cuyo resultado entero se divide nuevamente en 2, y así sucesivamente hasta que el número a dividir sea 1, momento en el cual se detiene la división.
Como resulta ser un sistema de comprobación, se utiliza solamente la conversión desde decimales a senarios.
Pero existen algunos programas que funcionan como conversores de base, para pasar números desde los demás sistemas al sistema senario.

## Aplicación del sistema senario en tecnología paradispositivos inteligentes
El sistema senario es mucho más preciso a la hora de devolver un valor. 
Imaginemos que lo aplicamos en una alarma de hogar, el sistema nos ayudará a proporcionar la información más precisa acerca del estado de una ventana por ejemplo, atribuyendo valores del 0 al 5, y cada uno representando una posición distinta de la misma. He aquí un ejemplo:
| Entrada 1 | Entrada 2 | Entrada 3 | Entrada 4 | Resolución | Posición                           |
| --------- | --------- | --------- | --------- | ---------- | ---------------------------------- |
| 0         | 0         | 0         | 1         | 0          | Completamente Cerrada (0 grados).  |
| 0         | 0         | 0         | 3         | 1          | Abierta a 15 grados.               |
| 0         | 3         | 3         | 1         | 2          | Abierta a 30 grados.               |
| 0         | 3         | 3         | 5         | 3          | Abierta a 45 grados.               |
| 3         | 3         | 5         | 4         | 4          | Abierta a 65 grados.               |
| 5         | 4         | 5         | 5         | 5          | Completamente abierta (90 grados). |

Asignación de valores del sistema senario a compuertas lógicas.
| AND   | OR    | NOT         | XOR           |
| ----- | ----- | ----------- | ------------- |
| 0*1=0 | 0+0=0 | 0(negado)=0 | 0+0(negado)=0 |
| 1*1=1 | 1+0=1 | 1(negado)=0 | 0+1(negado)=0 |
| 2*1=2 | 2+0=2 | 2(negado)=0 | 0+2(negado)=0 |
| 3*1=3 | 3+0=3 | 3(negado)=0 | 0+3(negado)=0 |
| 4*1=4 | 4+0=4 | 4(negado)=0 | 0+4(negado)=0 |
| 5*1=5 | 5+0=5 | 5(negado)=0 | 0+5(negado)=0 |

- Datos: Q1034350